# DDR-Meisterschaften im Fechten 1957
Die DDR-Meisterschaften im Fechten 1957 waren die sechste Austragung der nationalen Titelkämpfe der Deutschen Demokratischen Republik im Fechten. Zeitpunkt und Austragungsort der Einzelmeisterschaften sind nicht bekannt, die Mannschaftsmeisterschaften fanden an einem nicht bekannten Zeitpunkt in Bad Blankenburg (Bezirk Gera) statt.

## Medaillengewinner

### Einzelmeisterschaften
| Disziplin | Gold                                            | Silber                                          | Bronze                                             |
| Männer    | Männer                                          | Männer                                          | Männer                                             |
| --------- | ----------------------------------------------- | ----------------------------------------------- | -------------------------------------------------- |
| Florett   | Heinz Ebert (BSG Einheit Mitte Karl-Marx-Stadt) | Dieter Athenstedt (BSG Empor Mitte Leipzig)     | Hans-Ulrich Jänicke (SC Wissenschaft DHfK Leipzig) |
| Degen     | Dieter Athenstedt (BSG Empor Mitte Leipzig)     | Gerhard Gräfenstein (BSG Post Erfurt)           | Heinz Pechmann (BSG Post Erfurt)                   |
| Säbel     | Rudi Kneip (BSG Empor Mitte Leipzig)            | Heinz Ebert (BSG Einheit Mitte Karl-Marx-Stadt) | Dieter Athenstedt (BSG Empor Mitte Leipzig)        |
| Frauen    |                                                 |                                                 |                                                    |
| Florett   | Karin Lohse (BSG Turbine Frankenberg)           | Käthe Müller (BSG Einheit Altenburg)            | Elisabeth Herold (BSG Empor Mitte Leipzig)         |

### Mannschaftsmeisterschaften
| Disziplin | Gold                         | Silber                                                                                       | Bronze                                                                         |
| Männer    | Männer                       | Männer                                                                                       | Männer                                                                         |
| --------- | ---------------------------- | -------------------------------------------------------------------------------------------- | ------------------------------------------------------------------------------ |
| Florett   | SC Wissenschaft DHfK Leipzig | BSG Motor West Zella-Mehlis Werner Hübner Waldemar Kührt Langenhan Herbert Schöne Erich Wahl | BSG Empor Mitte Leipzig                                                        |
| Degen     | BSG Empor Mitte Leipzig      | BSG Post Erfurt                                                                              | HSG Wissenschaft Rostock                                                       |
| Säbel     | BSG Empor Mitte Leipzig      | SC Wissenschaft DHfK Leipzig                                                                 | BSG Einheit Mitte Karl-Marx-Stadt                                              |
| Frauen    |                              |                                                                                              |                                                                                |
| Florett   | BSG Motor Zeiss Jena         | BSG Rotation Mitte Berlin                                                                    | BSG Motor West Zella-Mehlis Elise Denecke Göcking Ilse König Hildegard Schulze |

## Medaillenspiegel
| Rang   | Verein                                                         | Gold | Silber | Bronze | Gesamt |
| ------ | -------------------------------------------------------------- | ---- | ------ | ------ | ------ |
| 1.     | BSG Empor Mitte Leipzig                                        | 4    | 1      | 3      | 8      |
| 2.     | BSG Einheit Mitte Karl-Marx-Stadt SC Wissenschaft DHfK Leipzig | 1    | 1      | 1      | 3      |
| 4.     | BSG Turbine Frankenberg BSG Motor Zeiss Jena                   | 1    | 0      | 0      | 1      |
| 6.     | BSG Post Erfurt                                                | 0    | 2      | 1      | 3      |
| 7.     | BSG Motor West Zella-Mehlis                                    | 0    | 1      | 1      | 2      |
| 8.     | BSG Einheit Altenburg BSG Rotation Mitte Berlin                | 0    | 1      | 0      | 1      |
| 10.    | HSG Wissenschaft Rostock                                       | 0    | 0      | 1      | 1      |
| Gesamt | Gesamt                                                         | 8    | 8      | 8      | 24     |